# Bryan Brown (Schauspieler)

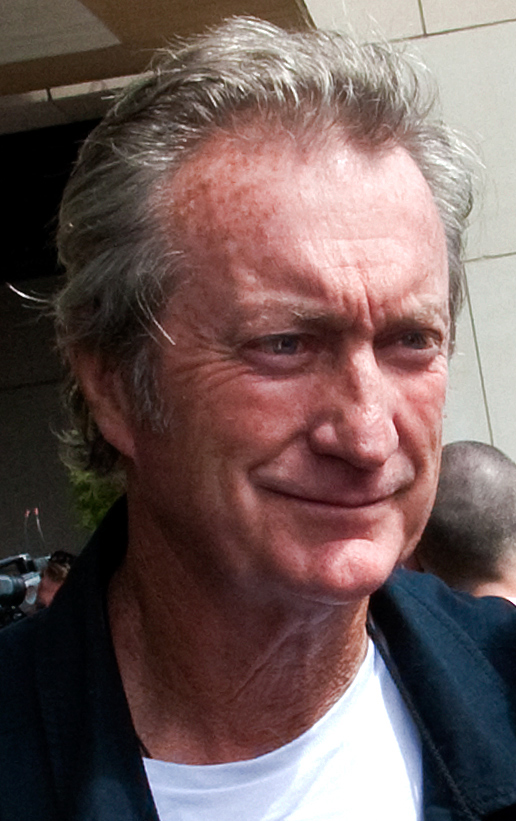
Bryan Brown, 2009

Bryan Neathway Brown (* 23. Juni 1947 in Sydney) ist ein australischer Schauspieler.

## Leben
Brown zog 1964 nach Großbritannien, wo er am Old Vic Theatre einige kleinere Rollen spielte. Später kehrte er nach Australien zurück und arbeitete für die Queensland Theatre Company. Er spielte in einigen Fernsehserien, darunter neben Richard Chamberlain und Rachel Ward in der international bekannten Serie Die Dornenvögel, für die er für den Golden Globe Award und den Emmy Award nominiert wurde. Er wirkte im 1984 erschienenen Film Broad Street nach dem Drehbuch des Musikers Paul McCartney mit. Sehr bekannt machte ihn die Hauptrolle im Thriller F/X – Tödliche Tricks (1986), der im Jahr 1991 mit F/X 2 – Die tödliche Illusion fortgesetzt wurde. Im Film Cocktail (1988) spielte er neben Tom Cruise, im Film Gorillas im Nebel (1988) neben Sigourney Weaver. Es folgten zahlreiche Hauptrollen in den Filmen wie Blutiger Schwur (1990), Harrys größter Coup (1991), Der perfekte Mord (1991), Irren ist mörderisch (1992), Dead Heart – Tödliche Affäre (1996) und Gejagt und in Ketten gelegt (1998, neben Tia Carrere). Für die Rolle im Film Risk (2000) wurde er für den Film Critics Circle of Australia Award nominiert.
Brown wurde 2005 mit dem Order of Australia ausgezeichnet.
Brown ist seit 1983 mit Rachel Ward verheiratet, seiner Filmpartnerin aus den Dornenvögeln. Das Paar hat zwei Töchter und einen Sohn. Tochter Matilda und Sohn Joe arbeiten ebenfalls als Schauspieler.

## Filmografie (Auswahl)
- 1978: Against the Wind (Fernsehserie, 13 Folgen)
- 1981: Der weite Weg nach Alice Springs (A Town Like Alice, Fernsehserie, 3 Folgen)
- 1983: Die Dornenvögel (The Thorn Birds, Fernsehserie)
- 1984: Broad Street (Give My Regards to Broad Street)
- 1985: Ein Toter weiß zu viel (The Empty Beach)
- 1985: Rebel – Ein Mann gegen eine Armee (Rebel)
- 1986: Tai-Pan
- 1986: F/X – Tödliche Tricks (F/X)
- 1988: Cocktail
- 1988: Gorillas im Nebel (Gorillas in the Mist)
- 1990: Blutiger Schwur (Blood Oath)
- 1991: Harrys größter Coup (Sweet Talker)
- 1991: Der perfekte Mord (Dead in the Water, Fernsehfilm)
- 1991: F/X 2 – Die tödliche Illusion (F/X2)
- 1992: Irren ist mörderisch (Blame It on the Bellboy)
- 1994: Die Macht des Schwertes (The Wanderer, Fernsehserie, 4 Folgen)
- 1995: Full Body Massage (Fernsehfilm)
- 1996: Dead Heart – Tödliche Affäre (Dead Heart)
- 1997: 20.000 Meilen unter dem Meer (20,000 Leagues Under the Sea, Fernsehfilm)
- 1998: Gejagt und in Ketten gelegt (Dogboys, Fernsehfilm)
- 1998: On the Border (Fernsehfilm)
- 1999: Two Hands
- 1999: Abenteuer im Land der Grizzlys (Grizzly Falls)
- 1999: Paradise Trouble – Ärger im Paradies (Dear Claudia)
- 1999: Die Reise zum Mittelpunkt der Erde (Journey to the Center of the Earth)
- 2000: Risk
- 2000: USS Charleston – Die letzte Hoffnung der Menschheit (On the Beach, Fernsehfilm)
- 2002: Dirty Deeds – Dreckige Geschäfte (Dirty Deeds)
- 2003: Footsteps – Die Nacht kennt den Mörder (Footsteps, Fernsehfilm)
- 2004: … und dann kam Polly (Along Came Polly)
- 2005: Der Poseidon-Anschlag (The Poseidon Adventure, Fernsehfilm)
- 2005: The Bay: Hai-Alarm! (Spring Break Shark Attack, Fernsehfilm)
- 2007: Mord im Outback (Joanne Lees – Murder In The Outback, Fernsehfilm)
- 2008: Australia
- 2011: Love Birds – Ente gut, alles gut! (Love Birds)
- 2014: Old School (Fernsehserie, 8 Folgen)
- 2014: Kill Me Three Times – Man stirbt nur dreimal (Kill Me Three Times)
- 2016: Gods of Egypt
- 2016: The Light Between Oceans
- 2016: Red Dog – Mein treuer Freund (Red Dog – True Blue)
- 2017: Sweet Country
- 2018: Peter Hase (Peter Rabbit)
- 2019: The Crown (Fernsehserie, Folge 3x05)
- 2023: Wo die Lüge hinfällt (Anyone but You)
- 2024: Boy Swallows Universe (Fernsehserie)